# Tari István
Tari István (Zenta, 1953. május 15. –) József Attila-díjas vajdasági magyar költő.

## Életpályája
Szülővárosának gimnáziumában és az Újvidéki Egyetem Bölcsészettudományi Karának Magyar Tanszékén tanult. 1976–1994 között a Képes Ifjúság, a jugoszláviai magyar fiatalok hetilapjának újságírója, szerkesztője volt. 
1994–1998 között az óbecsei Petőfi Sándor Magyar Kultúrkör alapító elnöke volt. 1999-ben, az akkor alakult Ideiglenes Magyar Nemzeti Tanács Intéző Bizottságának tagja lett. 2000–2005 között Óbecse alpolgármestereként tevékenykedett. 2003–2012 között a Magyarkanizsai Írótábor szellemi vezetője volt.

## Családja
Nős (felesége: Benedek Mária), három leánygyermek apja (Teréz, Zsófia, Lenke), Óbecsén él.

## Megjelent könyvei
- Térzene a majomszigeten; Forum, Újvidék, 1979 (Symposion könyvek)
- Ellenfényben (versek, prózai írások, Újvidék, 1982)
- Homokba kapaszkodva (prózai írások, Újvidék, 1985)
- Tépőzár (versek, Újvidék, 1987)
- Elmulatott jövő (versek, Újvidék, 1990)
- Boglya (gyermekversek, Újvidék, 1993)
- Fegyvertánc (szonettkoszorúk, Újvidék, 1994
- Napszél (versek, Újvidék, 1998)
- Darazsakkal barátkozom! (gyermekversek, Újvidék, 2000)
- Akarsz egy Jugoszláviát? (prózai írások, Újvidék, 2002)
- Kiadó a keresztút (versek, képversek, grafikák, Újvidék, 2004)
- Szórványban (riportok, Burány Nándorral, Dudás Károllyal, Németh Istvánnal közös kötetben, Újvidék, 2004)
- Csurran a csillag (válogatott versek, Budapest, 2008)
- Betakarják az eget (versek, képversek, grafikák, Újvidék, 2009)
- Łopata żaru / Egy lapát parázs (versek lengyel–magyar nyelven, Żirardów, 2012)
- Csataképversek. Képversek, grafikák, kordokumentumok; Berzsenyi, Kaposvár, 2020

## Önálló képzőművészeti kiállításai
Adán (1969), Zentán (1972, 1973, 1976, 2004, 2009, 2010), Újvidéken (1976), Óbecsén (1978, 2007)
- Zomborban (2004)
- Nagykanizsán (2005)
- Kishegyesen (2007)
- Szegeden (2007)
- Székesfehérváron (2007)
- Fonyódon (2008)
- Hévízen (2010)
- Egerben (2010)
- Kecskeméten (2010)
- Aszódon (2010)
- Kaposfüreden (2010)
- Budapesten (2010)
- Adán (2011)
- Temerinben (2011)

## Filmalkotása
Szerkesztő rendezőként, 1998-tól 2003-ig, Az ezeréves határnál címmel 108 perces, négyrészes művészi dokumentumfilmet készített a Kárpát-medence legdélibb magyar szigetéről.

## Díjai
- 2004-ben irodalmi munkásságáért Arany János-díj
- 2006-ban Magyar Művészetért díj
- 2007-ben Vár-díj
- 2008-ban Petőfi Sándor Sajtószabadság-díj
- 2010-ben a határon túli kultúra ápolásáért Kemény Zsigmond-díj
- 2009-ben Balassi Bálint-emlékkard
- 2016-ban József Attila-díj